# Gestreckte Exponentialfunktion

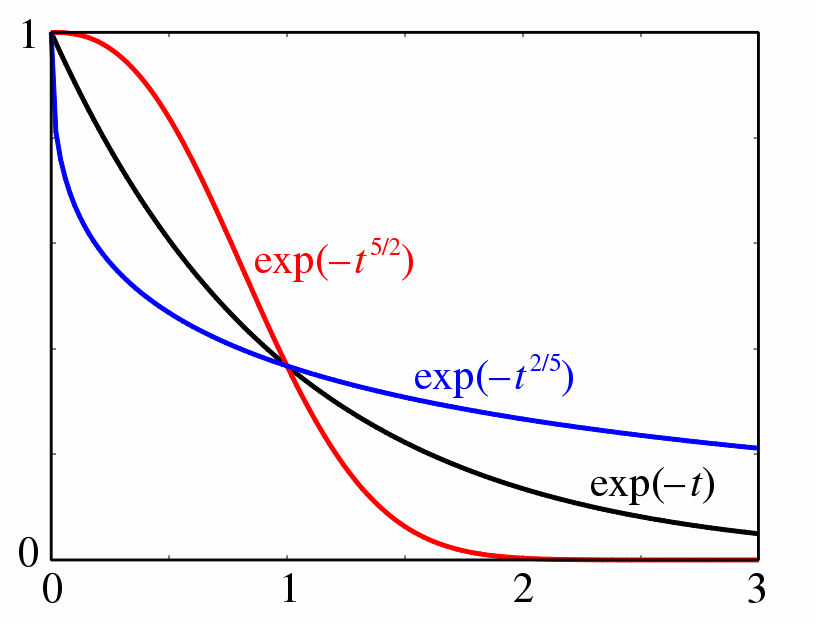
Gestreckte Exponentialfunktion (blau); gewöhnliche Exponentialfunktion mit (schwarz); gestauchte Exponentialfunktion mit (rot).

Die als gestreckte Exponentialfunktion bezeichnete mathematische Funktion ist eine Verallgemeinerung der Exponentialfunktion mit einem zusätzlichen Parameter {\displaystyle \beta >0} im Exponenten:
{\displaystyle \phi (t)=e^{-\left(t/\tau \right)^{\beta }}}
oder, mit {\displaystyle \alpha =\tau ^{-\beta }}:
{\displaystyle \phi (t)=e^{-\alpha \,t^{\beta }}}.
In den meisten Anwendungen ist {\displaystyle \beta <1}, was mit der namensgebenden Streckung einhergeht: Die Funktion fällt langsamer ab als die gewöhnliche Exponentialfunktion mit {\displaystyle \beta =1}. Für {\displaystyle \beta >1} erhält man die gestauchte Exponentialfunktion, für {\displaystyle \beta =2} die Gaußfunktion. Anwendung ist unter anderem die Weibull-Verteilung.
Die gestreckte Exponentialfunktion wurde 1854 von Rudolf Kohlrausch eingeführt, um die Relaxation der elektrischen Polarisation eines Kondensators mit Glasdielektrikum zu beschreiben.
Die gestreckte Exponentialfunktion wird auch als Kohlrausch-Funktion oder Kohlrausch-Williams-Watts-Funktion, nach Graham Williams und David C. Watts bezeichnet, die diese 1970 wieder entdeckten.
In der Physik wird die gestreckte Exponentialfunktion oft zur Beschreibung von Relaxationsprozessen in ungeordneten Materialien (z. B. glasbildende Flüssigkeiten und amorphe Polymere) benutzt.